# Stefan Reinartz
Stefan Reinartz (født 1. januar 1989 i Engelskirchen, Vesttyskland) er en tysk tidligere fodboldspiller, der spillede som midterforsvarer eller alternativt defensiv midtbanespiller. Han var på klubplan tilknyttet Bayer Leverkusen, FC Nürnberg og Eintracht Frankfurt.

## Landshold
Reinartz nåede at spille tre kampe for Tysklands landshold, som han debuterede for den 13. maj 2010 i en venskabskamp mod Malta. Han optrådte desuden også får landets U16, U17, U18, U19, U20 og U21 landshold.